# Slop
Slop är lågkvalitativt innehåll genererat av AI. Termen finns med i 2024 års nyordslista för svenska språket. Även AI-slop, AI-skräp och AI-sörja används i samma betydelse.

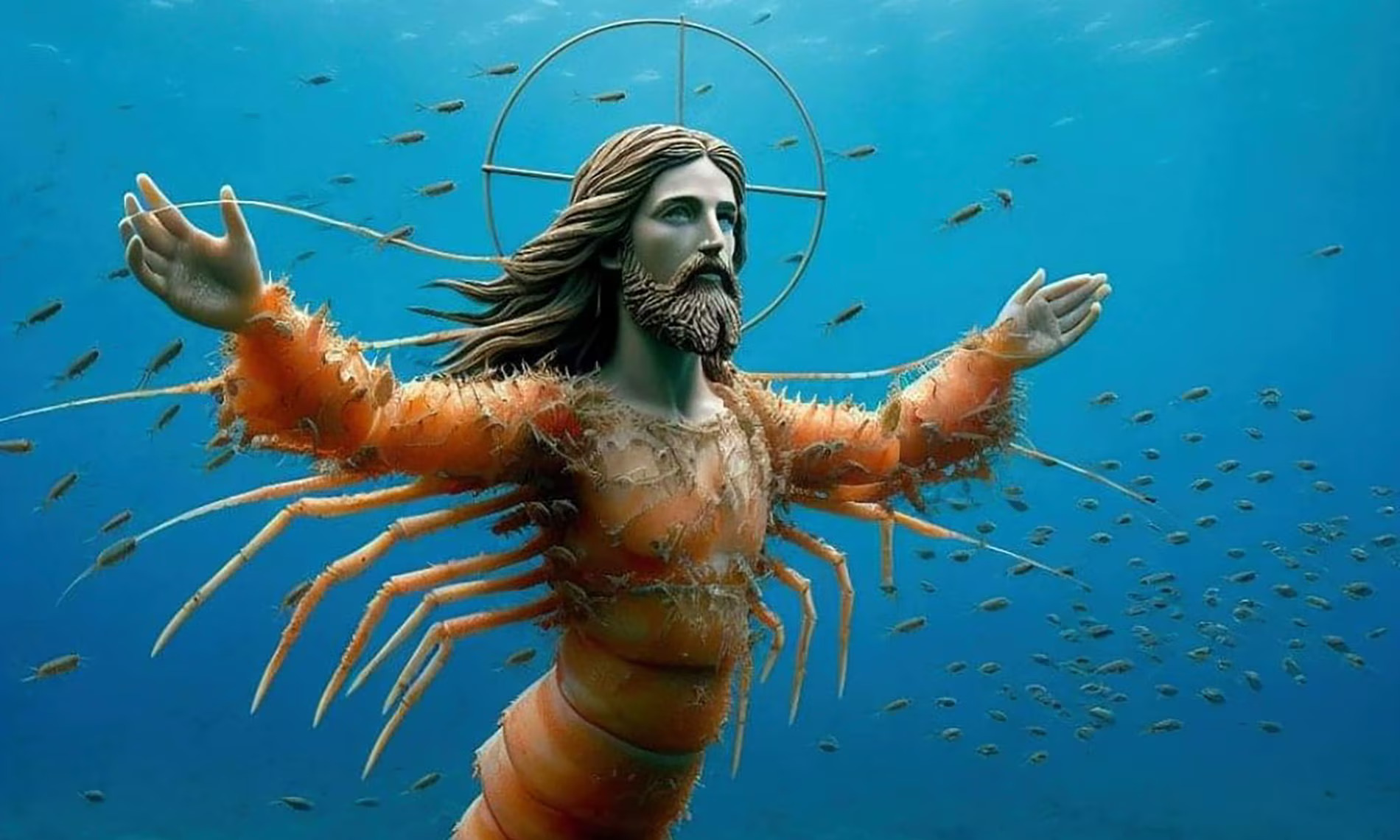
AI-genererad bild på "Shrimp Jesus" är ett vanligt exempel på slop

Termen skapades på 2020-talet och har en nedsättande innebörd som liknar "skräppost". Den har definierats på olika sätt som "digitalt skräp", "utfyllnadsinnehåll skapat av AI-verktyg som prioriterar hastighet och kvantitet framför substans och kvalitet", och "dåligt eller oönskat AI-innehåll i sociala medier, konst, böcker och alltmer i sökresultat".
Carl Health, forskare inom resilienta informationssystem påpekar att detta inte bara gäller texter utan även förekommer i nya AI-genererade medier som bilder och videor.
En teori till varför vi ser mer och mer av slop är att de sociala medie-plattformarna ändrar sina algoritmer och visar upp mer och mer slop och mindre information kopplat till tidningar och varumärken. AI-slop har även blivit ett sätt för personer från länder som Indien, Vietnam och Kina att tjäna pengar på Facebook och Tiktok. Med de nya generativa AI-plattformarna är det numera enkelt att skapa bilder från en simpel textinmatning.